# Tiquadra inophora
Tiquadra inophora är en fjärilsart som beskrevs av Edward Meyrick 1919. Tiquadra inophora ingår i släktet Tiquadra och familjen äkta malar. Inga underarter finns listade i Catalogue of Life.